# Gilbert Morris
Gilbert Morris, född 24 maj 1929 i Arkansas, död 18 februari 2016, var en amerikansk författare som har vunnit Christy Award. Han kallas också ibland Gilbert L. Morris eller Gilbert Leslie Morris.
Han arbetade som pastor i 10 år innan han blev lärare i engelska vid Ouachita Baptist University i Arkansas. Han har en doktorsexamen från universitetet i Arkansas. Under somrarna 1984 och 1985 var han postdoktor vid University of London. Många av hans böcker är utgivna av Bethany House Publishers och i Sverige av Den kristna bokringen.